# 第16届中国电影华表奖
中国广播影视大奖·第16届电影华表奖是国家新闻出版广电总局为表彰2013年7月1日-2015年11月30日优秀华语片颁发的奖项，有1000多部影片参评本届华表奖，参评影片数量超过往届。
2015年，因应因应全国性文艺评奖制度改革，原计划2015年举办的第16届中国电影华表奖，但因故延后，同年12月28日评选工作也已完成。这次评奖的奖项设置，都严格遵照改革要求，压缩了奖项和名额。
此次华表奖在形式上亦有革新，奖项发布融合“中国电影新力量”的推介单元，使两大电影盛事合二为一。“第16届中国电影华表奖暨中国电影新力量推介盛典”分为“华表奖颁奖”、“电影新力量”、“建党95周年影片推介”三大单元进行。
2016年6月3日公布提名名单，共有28部国产影片入围。颁奖典礼与中国电影新力量推介盛典定于6月24日在北京雁栖湖举行。

## 奖项设置
优秀故事片奖、优秀农村题材影片奖、优秀少数民族题材影片奖、优秀青年创作影片奖、优秀少儿题材影片奖、优秀动画影片奖
优秀编剧、优秀导演、优秀男女演员、优秀摄影、优秀音乐

## 提名及得奖名单

### 影片奖
优秀故事片（9部）
- 《狼图腾》
- 《智取威虎山》
- 《百团大战》
- 《战狼》
- 《破风》
- 《解救吾先生》
- 《亲爱的》
- 《失孤》
- 《捉妖记》

优秀动画影片
- 《西游记之大圣归来》

优秀农村题材影片
- 《真爱》

优秀少数民族题材影片
- 《天上的菊美》

优秀少儿题材影片
- 《家在水草丰茂的的地方》

优秀青年创作影片
- 《滚蛋吧！肿瘤君》

### 个人奖项
- 优秀导演：徐克《智取威虎山》
- 优秀男演员：刘德华《失孤》
- 优秀女演员：白百何《滚蛋吧！肿瘤君》
- 优秀编剧：邢原平、贾茹《土地志》
- 优秀摄影：赵非《太平轮•彼岸》
- 优秀音乐：陈其钢《归来》[5]